# Janbalic
Janbalic, Cambuluc o Cambalú («Ciudad del Jan») es el antiguo nombre mongol de la antigua capital de China, que se sitúa donde hoy está Pekín, capital de la República Popular China. Fue conocida en lengua china como Dadu (大都, pinyin: Dàdū), significando «gran ciudad» o «gran capital».
En el año 1346 el explorador Ibn Battuta relata en su Rihla su viaje a China y describe Janbalic (خاب باليق) y la Ciudad Prohibida:

[...] Su palacio, donde residía el Gran Kan estaba edificado en el centro de la ciudad construido en madera perfectamente tallada. Tenía siete puertas. En la primera puerta se encontraba la guardia, encargada de vigilar todas las otras puertas, en la que había mil mamelucos que guardaban la entrada. En la segunda puerta se encontraban 500 arqueros. En la tercera puerta se encontraban 500 lanceros...

Antes, Marco Polo, en su libro Notas de viaje, durante la época de Kublai Khan, la describía como:

[...] la ciudad más grande, más hermosa y próspera del mundo”. En contraste con las estrechas calles de Venecia, las calles de Jambalic eran tan derechas y amplias que desde un extremo de la ciudad podía verse la muralla en el otro extremo. No existe en el mundo ninguna ciudad a la que lleguen [...] tal cantidad de objetos preciosos y de gran valor. Entran en la ciudad cada día más de mil carretas, cargadas exclusivamente de seda...

El área fue mejorada hidráulicamente por Guo Shoujing, a petición de Kublai Kahn, para solucionar problemas relacionados con el abastecimiento de agua.